# Liocarcinus vernalis
Espèce
Polybius dioscurus, l’Étrille lisse ou Étrille cendrée, est une espèce de crabes de la famille des Polybiidae.

## Distribution
Cette espèce se rencontre depuis les côtes atlantiques de l'Afrique de l'Ouest, en passant par celles de la France et jusqu'au sud de la mer du Nord.

## Référence
- García-Raso, E.; d'Udekem d'Acoz, C.; Moukrim, A.; Schubart, C.D.; Cuesta, J.A. (2024). A new cryptic species of Polybiidae (Crustacea: Decapoda: Portunoidea) from the East Atlantic, with considerations on the genus Polybius. European Journal of Taxonomy. 930: 277-313.

## Notes et références

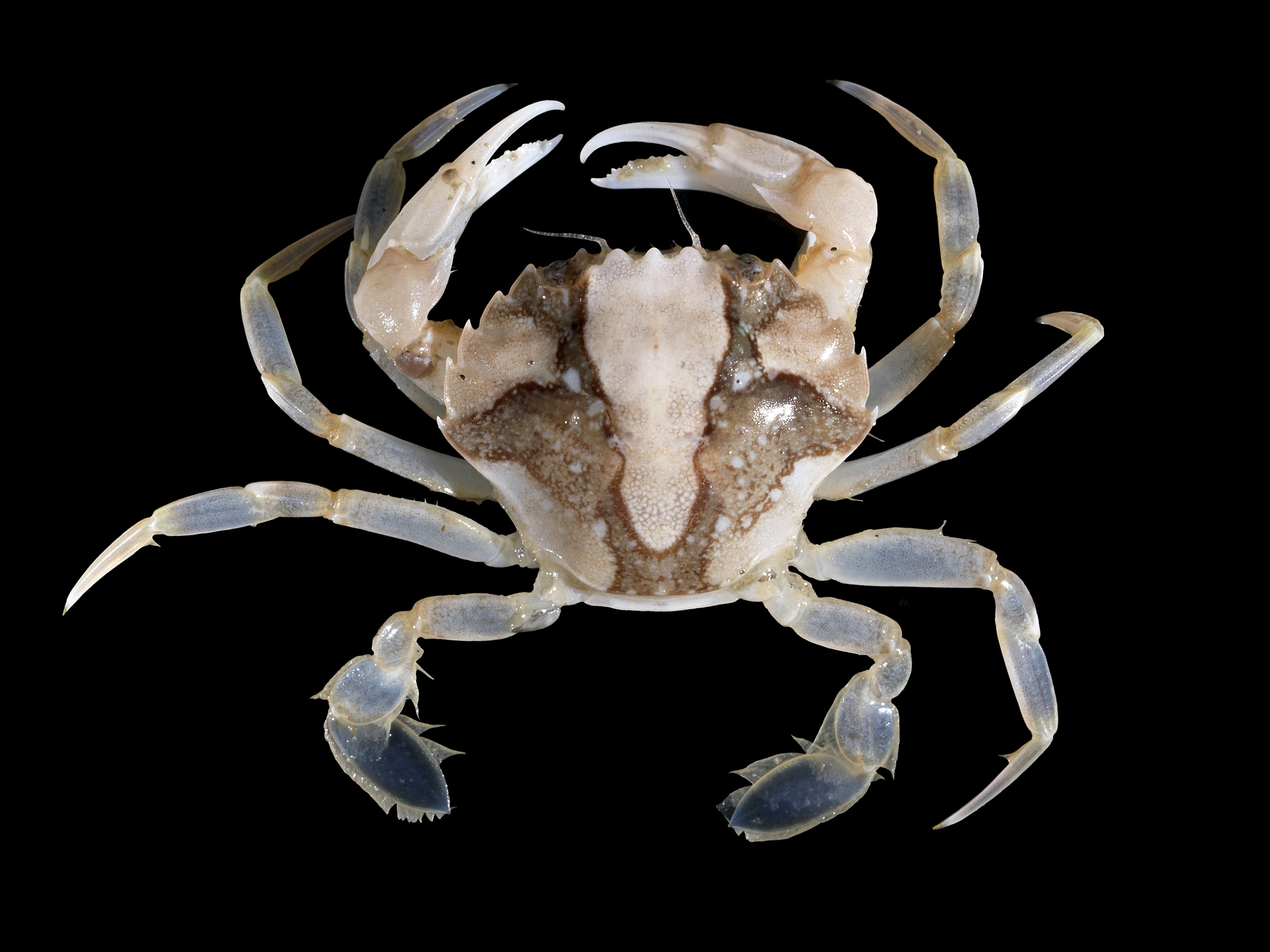
Polybius dioscuruss